# گیاه‌پارچ کوچک‌زبان
گیاه‌پارچ کوچک‌زبان (نام علمی: Nepenthes lingulata) نام یک گونه از سرده گیاه پارچ است.